# Nature Valley International 2018
Il Nature Valley International 2018 è stato un torneo combinato sia maschile che femminile, su campi in erba. È stata la 44ª edizione del torneo. Appartiene alle categorie WTA Premier per quanto riguarda il WTA Tour 2018 e come ATP Tour 250 per l'ATP World Tour 2018. Si è tenuto al Devonshire Park Lawn Tennis Club di Eastbourne, in Inghilterra, dal 24 al 30 giugno 2018.

## Partecipanti ATP

### Teste di serie
| Nazionalità | Giocatrice        | Ranking* | Testa di serie |
| ----------- | ----------------- | -------- | -------------- |
| Argentina   | Diego Schwartzman | 11       | 1              |
| Regno Unito | Kyle Edmund       | 17       | 2              |
| Canada      | Denis Shapovalov  | 23       | 3              |
| Italia      | Marco Cecchinato  | 28       | 4              |
| Argentina   | Leonardo Mayer    | 38       | 5              |
| Spagna      | David Ferrer      | 40       | 6              |
| Stati Uniti | Steve Johnson     | 44       | 7              |
| Ungheria    | Márton Fucsovics  | 45       | 8              |

* Ranking al 18 giugno 2018.

### Altri partecipanti
I seguenti giocatori hanno ricevuto una wild card per il tabellone principale:
- Andy Murray
- Cameron Norrie
- Stan Wawrinka

I seguenti giocatori sono passati dalle qualificazioni:

- Matteo Berrettini
- Daniel Brands
- Alex de Minaur
- Roberto Quiroz

Il seguente giocatore è entrato in tabellone come lucky loser:
- Jay Clarke

### Ritiri
Prima del torneo
- Aleksandr Dolhopolov → sostituito da  Nicolás Jarry
- Márton Fucsovics → sostituito da  Jay Clarke
- Peter Gojowczyk → sostituito da  Marco Cecchinato
- Filip Krajinović → sostituito da  Taylor Fritz
- Feliciano López → sostituito da  Lukáš Lacko
- Tennys Sandgren → sostituito da  Gilles Simon

## Partecipanti WTA

### Teste di serie
| Nazionalità | Giocatrice           | Ranking* | Testa di serie |
| ----------- | -------------------- | -------- | -------------- |
| Danimarca   | Caroline Wozniacki   | 2        | 1              |
| Rep. Ceca   | Karolína Plíšková    | 7        | 2              |
| Rep. Ceca   | Petra Kvitová        | 8        | 3              |
| Germania    | Angelique Kerber     | 11       | 4              |
| Lettonia    | Jeļena Ostapenko     | 12       | 5              |
| Germania    | Julia Görges         | 13       | 6              |
| Russia      | Dar'ja Kasatkina     | 14       | 7              |
| Australia   | Ashleigh Barty       | 16       | 8              |
| Belgio      | Elise Mertens        | 17       | 9              |
| Slovacchia  | Magdaléna Rybáriková | 19       | 10             |
| Lettonia    | Anastasija Sevastova | 20       | 11             |
| Paesi Bassi | Kiki Bertens         | 21       | 12             |
| Regno Unito | Johanna Konta        | 22       | 13             |
| Rep. Ceca   | Barbora Strýcová     | 24       | 14             |
| Australia   | Dar'ja Gavrilova     | 25       | 15             |
| Spagna      | Carla Suárez Navarro | 26       | 16             |

* Ranking al 18 giugno 2018.

### Altre partecipanti
Le seguenti giocatrici hanno ricevuto una wild card per il tabellone principale:
- Harriet Dart
- Samantha Stosur
- Katie Swan
- Heather Watson

Le seguenti giocatrici sono passate dalle qualificazioni:

- Kateryna Bondarenko
- Kurumi Nara
- Kristýna Plíšková
- Julija Putinceva
- Andrea Sestini Hlaváčková
- Natal'ja Vichljanceva

La seguente giocatrice è entrata in tabellone come lucky loser:
- Sachia Vickery

### Ritiri
Prima del torneo
- Catherine Bellis → sostituita da  Alison Van Uytvanck
- Simona Halep → sostituita da  Hsieh Su-wei
- Naomi Ōsaka → sostituita da  Kaia Kanepi
- Lesja Curenko → sostituita da  Sachia Vickery
- Elena Vesnina → sostituita da  Donna Vekić

## Campioni

### Singolare maschile
Miša Zverev ha sconfitto in finale  Lukáš Lacko con il punteggio di 6–4, 6–4.
- È il primo titolo in carriera per Zverev.

### Singolare femminile
Caroline Wozniacki ha sconfitto in finale  Aryna Sabalenka con il punteggio di 7–5, 7–6(5).

### Doppio maschile
Luke Bambridge /  Jonny O'Mara hanno sconfitto in finale  Ken Skupski /  Neal Skupski con il punteggio di 7–5, 6–4.

### Doppio femminile
Gabriela Dabrowski /  Xu Yifan hanno sconfitto in finale  Irina-Camelia Begu /  Mihaela Buzărnescu con il punteggio di 6–3, 7–5.